# Stafs Gustaf von Post
Stafs Gustaf von Post, född 29 januari 1825 i Skedevi församling i Östergötlands län, död 30 mars 1900 i Hedvig Eleonora församling i Stockholms stad, var en svensk vice häradshövding och riksdagsman. Han tillhörde släkten von Post.

## Biografi
Stafs Gustaf von Post avlade examen till rättegångsverken 1850 i Uppsala och blev vice häradshövding 1857. Hans huvudsakliga anställning var arbetet som registrator från 1865 till 1882 vid Styrelsen över fängelser och arbetsinrättningar i riket.
Han var ledamot av Ridderskapet och adeln vid ståndsriksdagarna 1850/51, 1856/58, 1859/60, 1862/63 och 1865/66.